# Філіп Фрідман
Філіп Фрідман (пол. Filip Friedman) (27 квітня 1901, Львів — 7 лютого 1960, Нью-Йорк) — львівський польсько-єврейський історик, автор кількох книг з історії та економіки.

## Життєпис
Філіп Фрідман народився у Львові в 1901 році. Після закінчення львівської гімназії Фрідман навчався у Львівському університеті Яна Казімежа, Віденському університеті та Єврейському учительському інституті у Сало Барона. Після здобуття ступеня доктора у Віденському університеті, 1925 року він переїхав до Лодзя. Фрідман викладав у провідній єврейській середній школі в Лодзі, а також у Народному університеті цього міста, в YIVO у Вільні (1935) та у Тахкемоні у Варшаві (1938—1939). Продовжував свої історичні дослідження.
Восени 1939 року повернувся до Львова, де працював в Академії наук України. Коли почалася Друга світова війна, він брав участь у написанні вичерпної історії євреїв Польщі від перших початків до двадцятого століття. Після падіння Польщі на початку Другої світової війни та нацистської окупації Львова Фрідман переховувався на «арійській стороні» міста, тобто за межами Львівського гетто . Він пережив війну, але втратив дружину та доньку.
Після становлення Польської народної республіки, викладав єврейську історію в Лодзькому університеті. Був директором Центрального єврейського історичного комітету (створеного Центральним комітетом євреїв у Польщі), місією якого був збір даних про військові злочини нацистів. Фрідман збирав свідчення та документи, а також керував публікацією низки досліджень, у тому числі свого власного дослідження про концтабір в Освенцімі . Цей твір, «To jest Oświęcim», був опублікований у Варшаві в 1945 році та з'явився в скороченій англійській версії під назвою «This Is Oswięcim» (1946). Фрідман продовжував публікувати історичні праці, зокрема видав кілька монографій про знищені єврейські громади, зокрема Львова («Zagłada Żydów lwowskich», Łódź, 1945), Білостока і Хелмно, а також про українсько-єврейські стосунки під час нацистської окупації. Одночасно викладав єврейську історію в Лодзькому університеті (1945—1946) і був членом Польської державної комісії з розслідування німецьких військових злочинів в Освенцимі та Хелмно.
Після свідчення на Нюрнберзькому процесі Фрідман і його нова дружина вирішили не повертатися до Польщі. Протягом двох років він керував освітнім відділом Об'єднаного розподільчого комітету в окупованій союзниками Німеччині. Він також допоміг Центру документації Juive Comtemporaire у Парижі створити колекцію документальних фільмів.
У 1948 році на запрошення Сало Барона емігрував до Сполучених Штатів Америки. Там спочатку обіймав посаду наукового співробітника, а потім, з 1951 року до своєї смерті, — посаду викладача Колумбійського університету. З 1949 року він очолював Єврейську вчительську семінарію та викладав курси в Герцлійській учительській семінарії в Ізраїлі, а також був науковим директором спільного документального проекту YIVO-Яд Вашем, бібліографічної серії про Голокост у 1954—1960 роках.
Післявоєнні дослідження Фрідмана були зосереджені на Голокості, включаючи розповідь про повстання у Варшавському гетто під назвою «Мученики та бійці: епос Варшавського гетто» (1954) і том, що описує порятунок християн, «Хранителі їхніх братів» (1957). Том його есе, присвячений темам Голокосту, «Шляхи вимирання: есе про Голокост» (1980), був посмертно відредагований його дружиною, доктором Адою Ебер-Фрідман. Він також залишався відданим своїм попереднім науковим інтересам і публікував статті на ідиш, польській, івриті, французькій та англійській мовах, такі як «Польська єврейська історіографія між двома війнами» та «Перше тисячоліття єврейського поселення в Україні та в Прилеглі території».
Філіп Фрідман помер у Нью-Йорку 7 лютого 1960 року.